# Scott Baio
Scott Vincent James Baio (New York, 22 settembre 1960) è un attore e personaggio televisivo statunitense, di origine italiana.
Negli anni ottanta è diventato noto grazie alla partecipazione alla serie Happy Days (1977-1984). Negli anni novanta è tornato alla ribalta partecipando alla serie tv Un detective in corsia (1993-1995) con Dick Van Dyke. Ha anche recitato in numerosi film lavorando più volte con Jodie Foster.

## Biografia
Nato in una famiglia italo-americana originaria di Palermo da Rose e Mario Baio, è noto al grande pubblico soprattutto per il ruolo di Chachi Arcola, cugino di Fonzie, nella serie televisiva Happy Days. Baio debutta nel cinema nel film cult Piccoli gangsters (1976) di Alan Parker al fianco di Jodie Foster. Entrambi recitano poi in A donne con gli amici (1980) di Adrian Lyne. Nel 1982, Scott Baio riprende il ruolo di Chachi in Jenny e Chachi, spin-off di Happy Days, al fianco di Erin Moran; tuttavia la serie non ha il successo sperato e chiude dopo la seconda stagione. Nello stesso anno registra un album per la RCA.
Dopo aver lavorato principalmente in serie televisive come Baby Sitter e Un detective in corsia, nel 2005 Baio è protagonista del reality show trasmesso da VH1 Scott Baio is 45... and single, che ottiene un buon successo, tale da indurre la rete a produrre la seconda stagione Scott Baio is 46... and pregnant. Nel 2009 appare in un cameo nel provocatorio videoclip The Wrong Hole di DJ Lubel a fianco dell'artista e della giovane attrice Taryn Southern. Simpatizza da sempre per il Partito Repubblicano.

## Filmografia parziale

### Cinema
- Piccoli gangsters (Bugsy Malone), regia di Alan Parker (1976)
- Skatetown U.S.A., regia di William A. Levey (1979)
- A donne con gli amici (Foxes), regia di Adrian Lyne (1980)
- Zapped! - Il college più sballato d'America (Zapped!), regia di Roberto J. Rosenthal (1982)
- I Love N.Y., regia di Alan Smithee (1987)
- Detonator - Bomber (Detonator), regia di Garret Clancy (1998)
- Very Mean Men, regia di Tony Vitale (2000)
- Falsa identità (Face Value), regia di Michael Miller (2002)
- Un genio in pannolino 2 (Superbabies: Baby Geniuses 2), regia di Bob Clark (2004)
- Cursed - Il maleficio (Cursed), regia di Wes Craven (2005)
- Wrong Hole (DJ Lubel), (2006)
- Finish Line - Velocità mortale (Finish Line), regia di Gerry Lively (2008)

### Televisione
- Love Boat (The Love Boat) - serie TV, episodio 1x03 (1977)
- Le ragazze di Blansky (Blansky's Beauties) - serie TV, 13 episodi (1977)
- Happy Days - serie TV, 130 episodi (1977-1984) - Chachi Arcola
- Attenti ai ragazzi (Who's Watching the Kids) - serie TV, 11 episodi (1978)
- Fantasilandia (Fantasy Island) - serie TV, episodio 2x25 (1979)
- Viaggio a New York (Senior Trip), regia di Kenneth Johnson - film TV (1981)
- Gemelli (Gemini), regia di Barnet Kellman - film TV (1982)
- Jenny e Chachi (Joanie Loves Chachi)- serie TV, 17 episodi (1982-1983) - Chachi Arcola
- Hotel - serie TV, episodio 1x08 (1983)
- Baby Sitter (Charles in Charge) - serie TV, 127 episodi (1984-1990)
- Alice in Wonderland, regia di Harry Harris - film TV (1985)
- Professione pericolo (The Fall Guy) - serie TV, episodio 5x03 (1985)
- Gli amici di papà (Full House) - serie TV, episodio 3x09 (1989)
- Perry Mason: Scandali di carta (Perry Mason: The Case of the Fatal Fashion), regia di Christian I. Nyby II - film TV (1991)
- Un detective in corsia (Diagnosis Murder) - serie TV, 41 episodi (1993-1995)
- La tata (The Nanny) - serie TV, episodio 5x11 (1998)
- L'atelier di Veronica (Veronica's Closet) - serie TV, episodi 3x13-3x14 (2000)
- Il tocco di un angelo (Touched by an Angel) - serie TV, episodio 7x13 (2001)
- Arrested Development - Ti presento i miei (Arrested Development) - serie TV, 4 episodi (2005)
- Sam & Cat - serie TV, 1 episodio (2014)
- Un papà da Oscar (See Dad Run) - serie TV, 51 episodi (2012-2015)

## Riconoscimenti
- Emmy Awards
  - 1981 (nomination) – Miglior interpretazione in un programma per ragazzi (ABC Afterschool Special)
  - 1981 (nomination) – Miglior interpretazione in un programma per ragazzi (CBS Schoolbreak Special)

- Young Artist Awards
  - 1981 (nomination) – Miglior giovane attore in una serie televisiva (Happy Days)
  - 1982 – Miglior giovane attore in una serie televisiva (Happy Days)
  - 1982 – Miglior giovane attore in uno speciale televisivo (ABC Afterschool Special)
  - 1983 (nomination) – Miglior giovane attore in una serie televisiva, per Jenny e Chachi

- TV Land Awards
  - 2004 – Miglior idolo maschile (Jenny e Chachi)
  - 2006 – Miglior matrimonio con Erin Moran (Happy Days)

- Young Hollywood Hall of Fame (1970's)

## Doppiatori italiani
Nelle versioni in italiano delle opere in cui ha recitato, Scott Baio è stato doppiato da:
- Marco Guadagno in Happy Days (st. 5-9), Attenti ai ragazzi
- Vittorio Guerrieri in Happy Days (ep. 6x26, st. 10-11), Baby Sitter
- Massimo Rossi in Le ragazze di Blansky, Cursed - Il malefico
- Riccardo Rossi in Piccoli gangsters
- Fabio Boccanera in Jenny e Chachi
- Mauro Gravina in Un detective in corsia (st. 1, ep. 2x01-2x11)
- Christian Iansante in Un detective in corsia (ep. 2x12-2x22)
- Giorgio Locuratolo in La tata
- Gianni Bersanetti in Falsa identità
- Lorenzo Scattorin in Un papà da Oscar
- Giorgio Bonino in La mamma della sposa